# Peter Beyer (Politiker)

Peter Beyer (2017)

Peter Beyer (* 25. Dezember 1970 in Ratingen) ist ein deutscher Politiker (CDU). Er ist seit 2009 Mitglied des Deutschen Bundestages und war von 2018 bis 2022 Koordinator der Bundesregierung für die transatlantische Zusammenarbeit.

## Leben
Nach dem Abitur 1991 leistete Beyer Grundwehrdienst in einer Kompanieführungsgruppe einer Wuppertaler Kaserne. Im Anschluss studierte er Staats- und Rechtswissenschaften an der Heinrich-Heine-Universität Düsseldorf auf. Zusätzlich zum Jura-Studium  belegte er an der Rheinischen Friedrich-Wilhelms-Universität  die Fächer Geschichte und Politik. Während des Referendariats besuchte er die Deutsche Hochschule für Verwaltungswissenschaften Speyer.
Danach  arbeitete Meyer in internationalen US-Kanzleien in Köln Chicago und Los Angeles als Anwalt  im Gewerblichen Rechtsschutz. Im Jahr 2001 machte er an der University of Virginia in Charlottesville einen Abschluss als Master of Laws.
Beyer lebt in Ratingen, hat zwei Kinder und ist römisch-katholischer Konfession.

## Politische Tätigkeiten
Am 27. September 2009 wurde Beyer erstmals bei der Bundestagswahl mit 39,8 % der Erststimmen im Wahlkreis Mettmann II (Heiligenhaus, Ratingen, Velbert und Wülfrath) als Abgeordneter in den 17. Deutschen Bundestag gewählt. Am 22. September 2013 wurde er mit nun 45,6 % der Erststimmen bestätigt. Am 24. September 2017 wurde Beyer bei der Bundestagswahl mit 39,3 % bei den Erststimmen als Abgeordneter in den 19. Deutschen Bundestag wiedergewählt. Er gewann auch 2021 das Direktmandat mit 31,3 % und zog in den 20. Deutschen Bundestag ein.
Beyer ist seit 2009 Mitglied des Auswärtigen Ausschusses und Berichterstatter für die Staaten des Westlichen Balkan und die EU-Osterweiterung. Die Berichterstattungen Latein- und Zentralamerika und Weltraumpolitik übernahm er in der 20. Wahlperiode. Darüber hinaus gilt er als Experte seiner Fraktion für die Transatlantische Partnerschaft. Er ist Mitglied im Gemeinsamen Ausschuss und ist stellvertretendes Mitglied der Interparlamentarischen Union und der Interparlamentarischen Konferenz für die Gemeinsame Außen- und Sicherheitspolitik und die Gemeinsame Sicherheits- und Verteidigungspolitik. Seit Sommer 2022 ist er Vorsitzender der Projektgruppe 1: Sicherheit und Stabilisierung, Mitglied der Clustergruppe 1 und Obmann der CDU/CSU Fraktion im Deutschen Bundestag in der Enquete-Kommission „Lehren aus Afghanistan für das künftige vernetzte Engagement Deutschlands“ ein 24-köpfiges parlamentarisches Gremium, welches die Hintergründe des zwanzigjährigen Einsatzes in Afghanistan aufarbeiten soll.
Ab dem 11. April 2018 war Beyer Koordinator für die transatlantische Zusammenarbeit der Bundesregierung im Auswärtigen Amt, seit März 2022 ist Michael Link sein Nachfolger in diesem Amt.
Darüber hinaus war er in der 19. Wahlperiode des Deutschen Bundestages Mitglied der Parlamentarischen Versammlung des Europarates und dem Unterausschuss Vereinte Nationen, internationale Organisationen und Globalisierung. In der Wahlperiode war ebenfalls stellvertretendes Mitglied des Ausschusses für die Angelegenheiten der Europäischen Union.
Am Tag der Landtagswahl in Hessen 2018 veröffentlichte Beyer noch vor Schließung der Wahllokale Ergebnisse einer Wahlprognose, woraufhin die Justiz Ermittlungen aufnahm.
Aufsehen erregte Beyer auch im Dezember 2019, als er den in den USA verurteilten Doppelmörder Jens Söring nach seiner Haftentlassung am Frankfurter Flughafen begrüßte.
In der 20. Wahlperiode des Deutschen Bundestages war Beyer Obmann der CDU/CSU-Fraktion im Deutschen Bundestag in der Enquete-Kommission Lehren aus Afghanistan für das künftige vernetzte Engagement Deutschlands sowie ordentliches Mitglied im Auswärtigen Ausschuss.
2025 zog er als Wahlkreisgewinner des Bundestagswahlkreises Mettmann II in den 21. Deutschen Bundestag ein. Dort ist er ordentliches Mitglied im Auswärtigen Ausschuss und stellvertretendes Mitglied im Ausschuss für die Angelegenheiten der Europäischen Union.